# 海南鰍鮀
海南鰍鮀（学名：Gobiobotia kolleri），又稱中間鰍鮀，为輻鰭魚綱鯉形目鲤科鰍鮀屬的鱼类。是中国的特有物种。

## 分布
本魚分布于中國珠江支流山溪之中、臺灣、福建、广东、海南岛和广西沿海各水系等，一般栖息于河流的底层。该物种的模式产地在海南岛。

## 特徵
本魚體修長，前部略圓，頭胸部腹面平坦，尾柄側扁。頭平扁，吻稍尖而平扁，被有微細皮質顆粒，吻長略大於眼後頭長。鼻孔後方稍隆起，眼大，口下位，上唇邊緣具皺摺，下唇光滑。具有4對短鬚，頤鬚3對，其基部之間有許多小乳突。體被圓鱗，腹鰭基部區前的胸腹部裸露無鱗，體背黃褐色，腹面灰白色，體側中央有一條7至9個黑色斑塊所組成的淺灰色縱紋，眼下緣至口角處有灰黑色線紋。背鰭及尾鰭呈灰黑色，其餘各鰭透明，體長可達10.3公分。

## 生態
本魚為初級淡水魚，喜棲息於溪水湍急且溶氧量高的溪流底層，對環境的忍受力較低，攝食時，將吻部鑽入沙中，以濾食其中的有機碎屑及其他小生物。遇敵時，會鑽入沙中躲藏。

## 經濟利用
可作為食用魚。

## 扩展阅读
維基物種上的相關：海南鰍鮀